# Macaranga gamblei
Macaranga gamblei är en törelväxtart som beskrevs av Joseph Dalton Hooker. Macaranga gamblei ingår i släktet Macaranga och familjen törelväxter. Inga underarter finns listade i Catalogue of Life.